# 萨瓦村

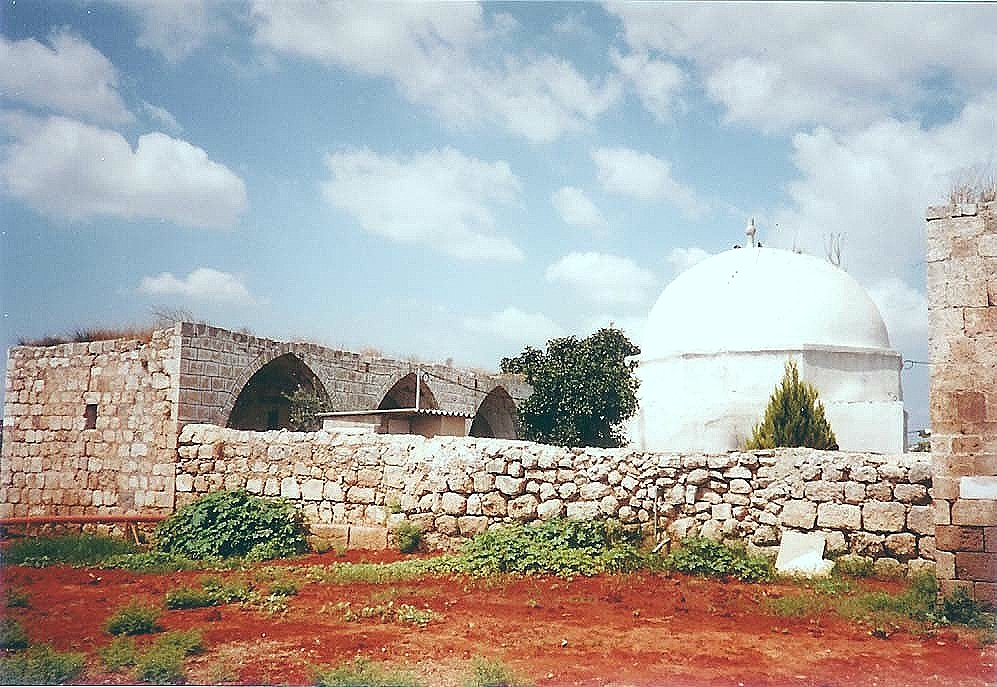

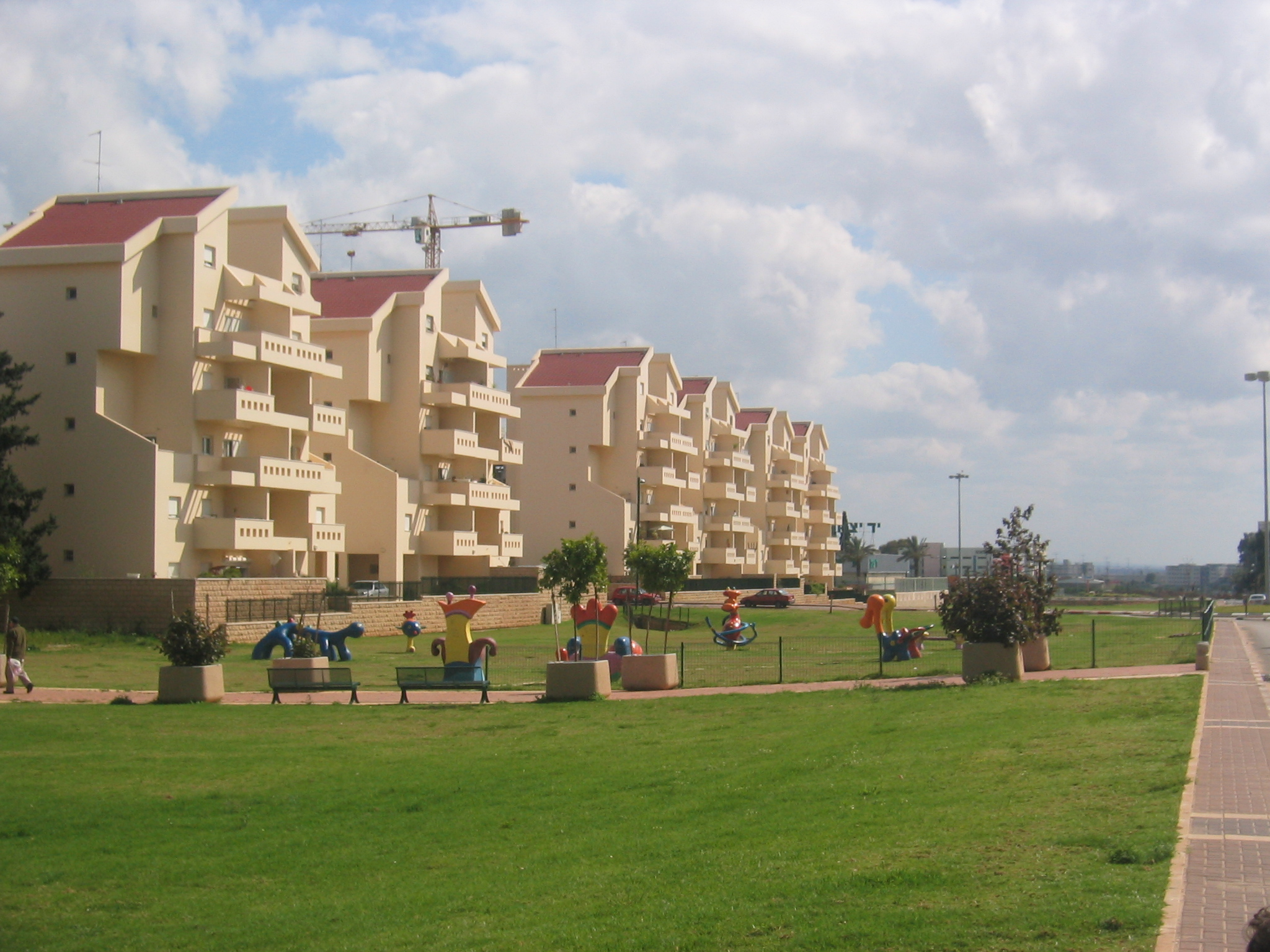

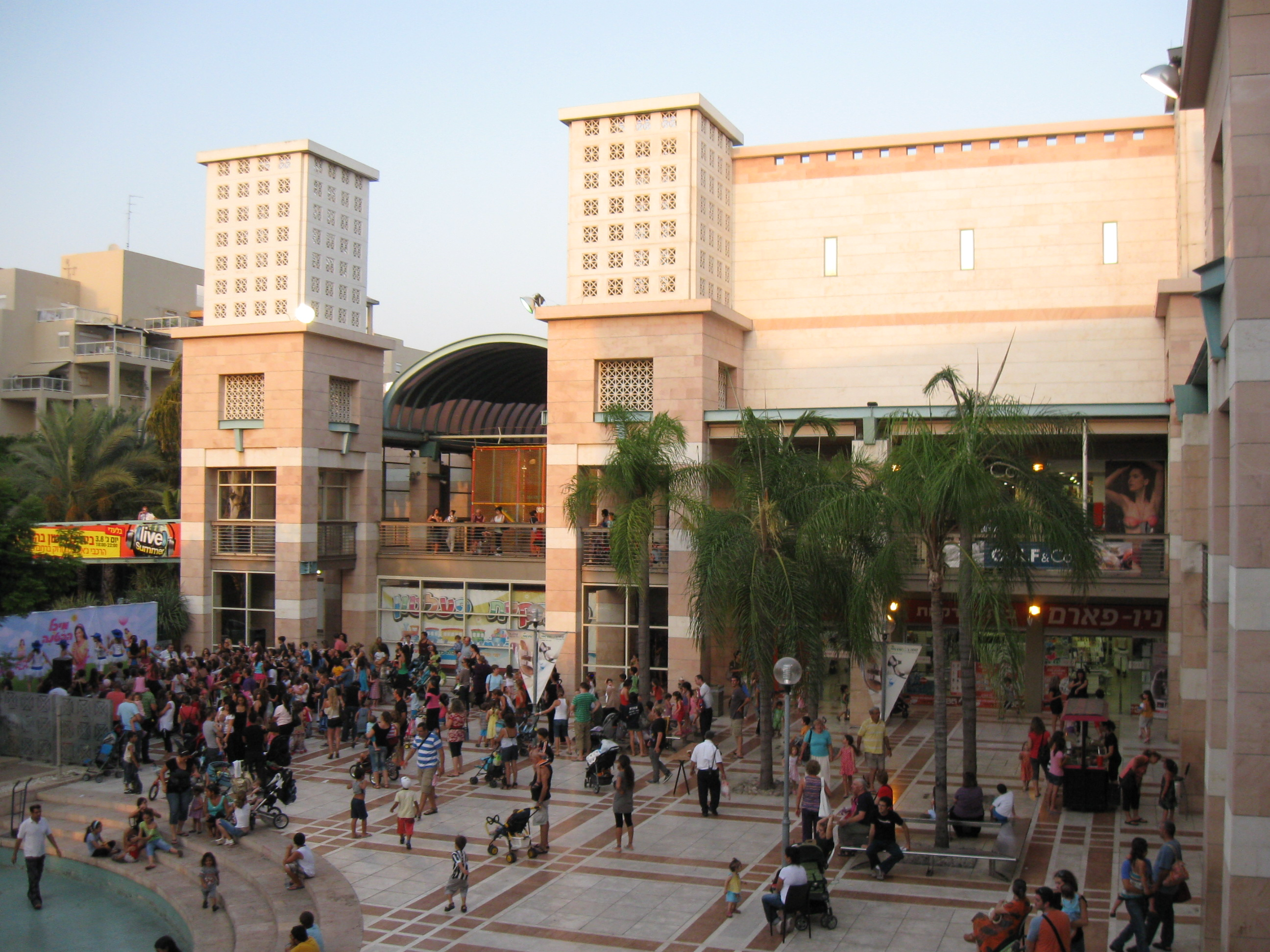

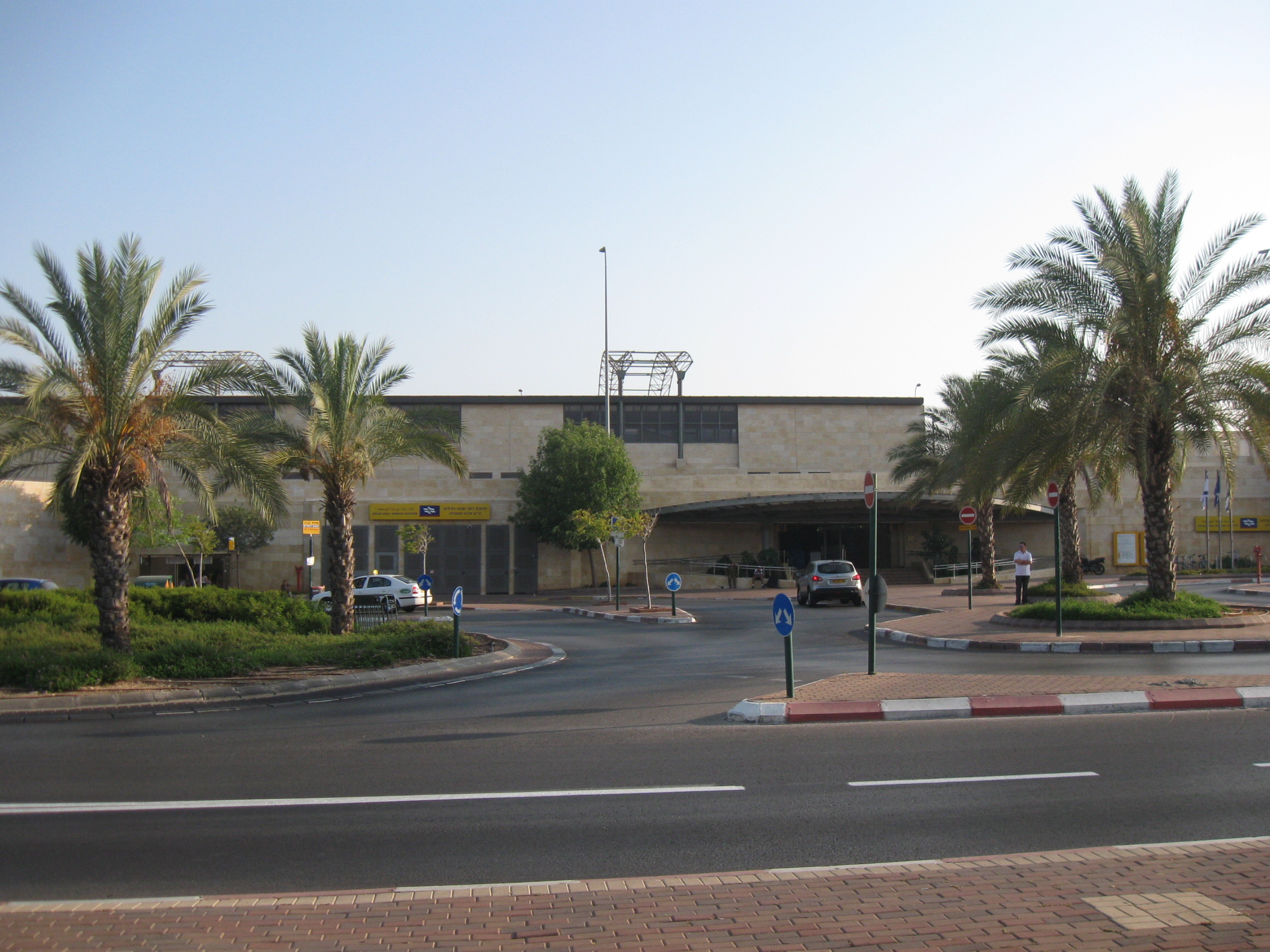

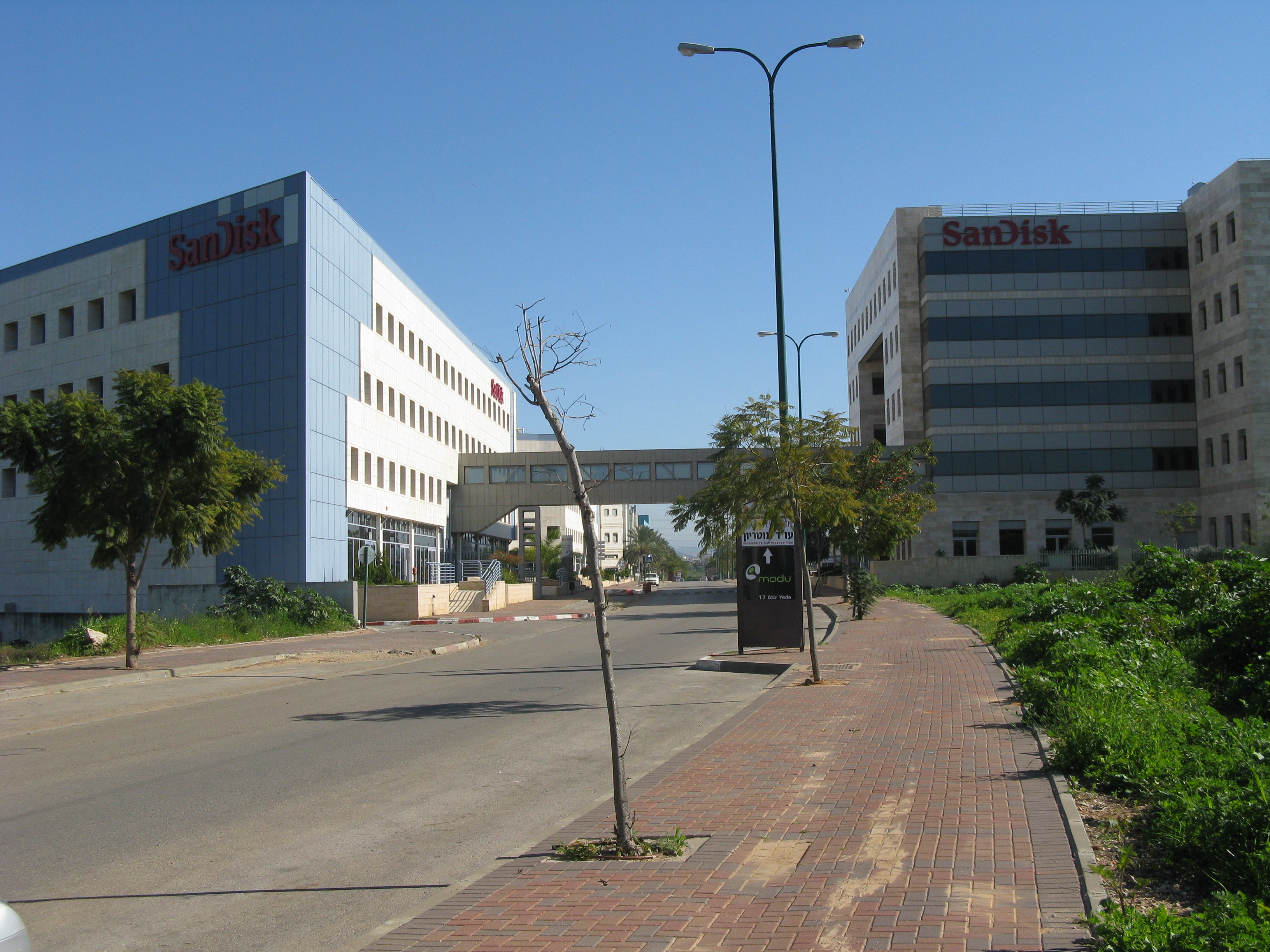

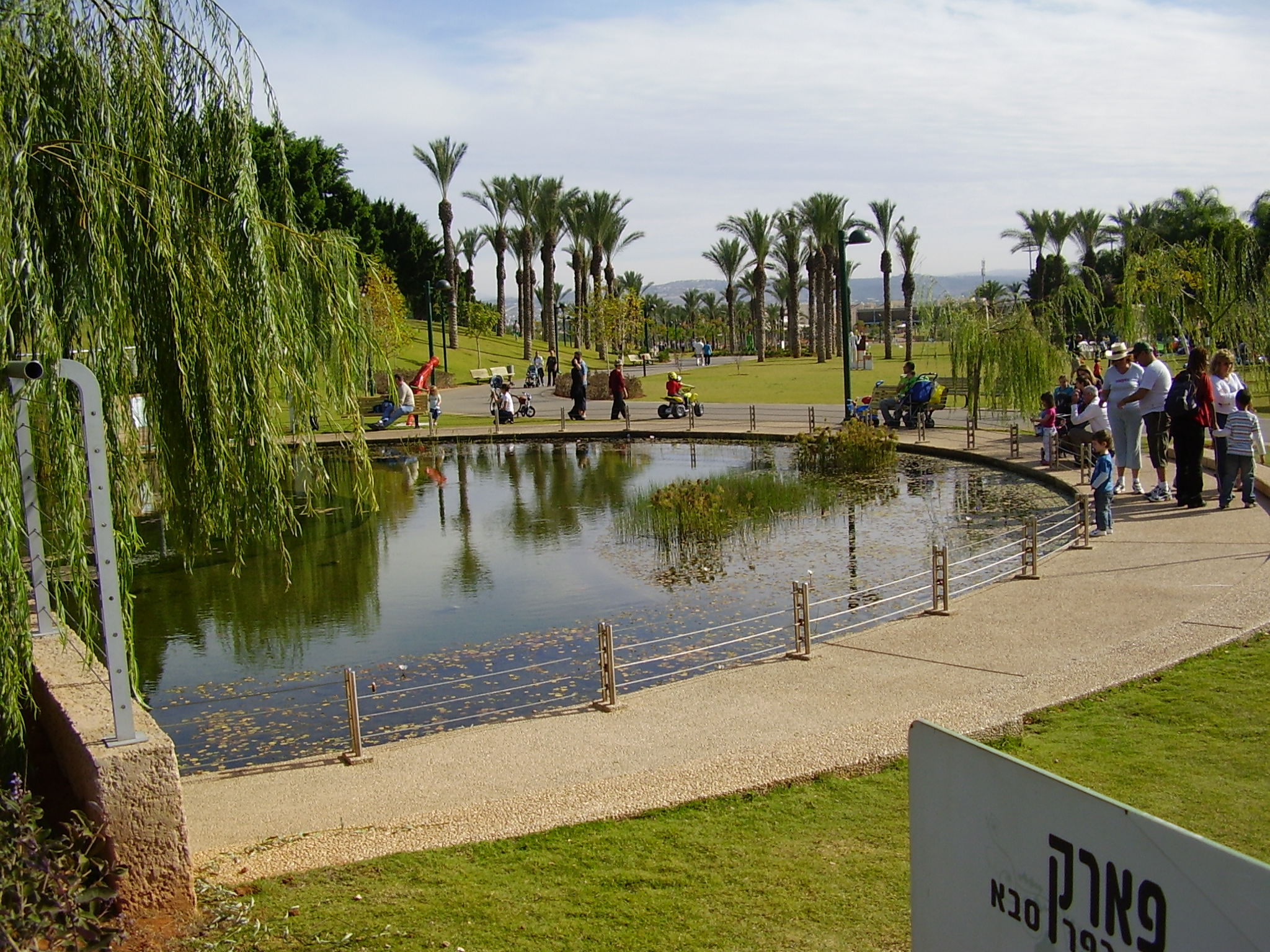

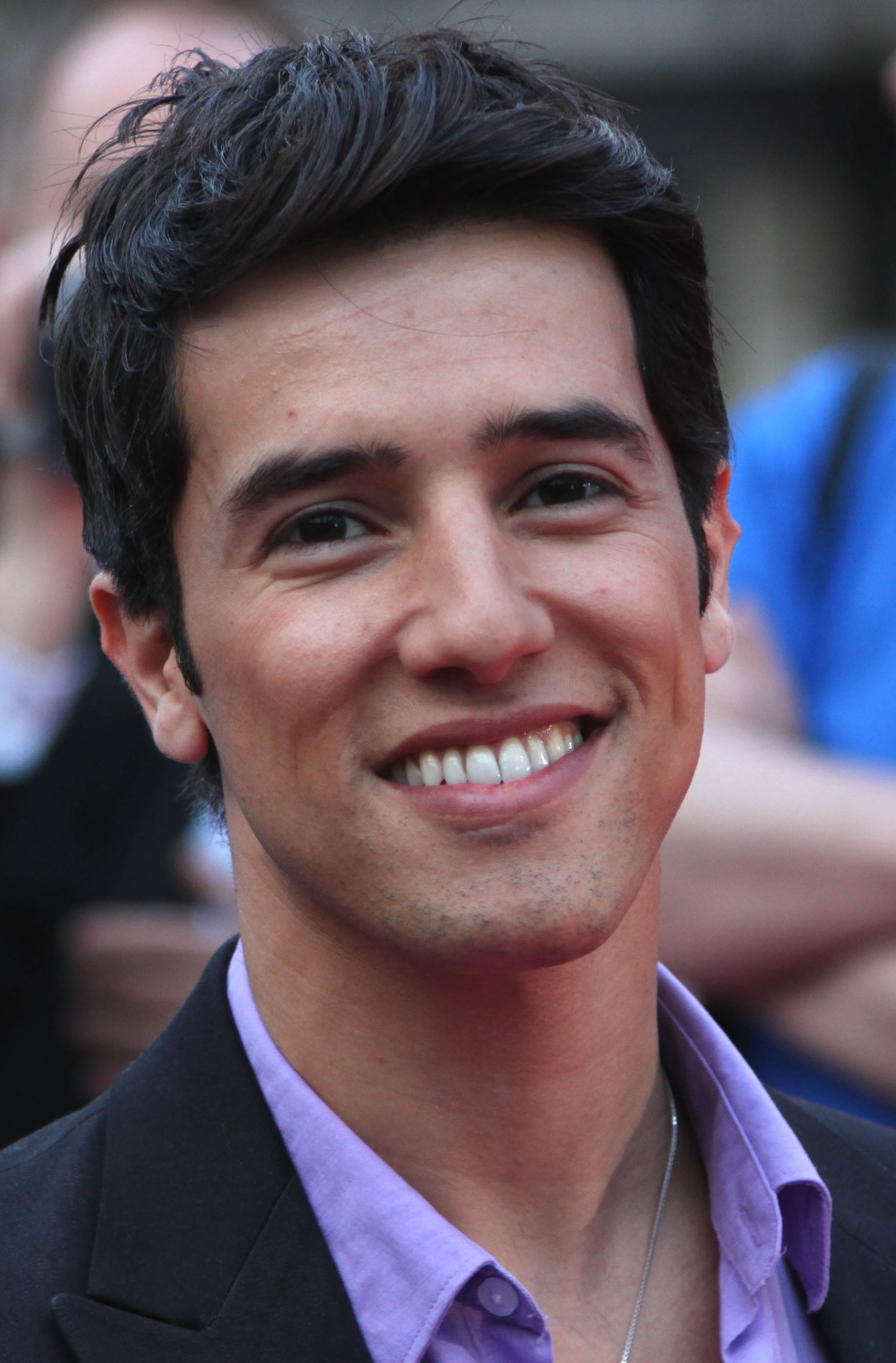

萨瓦村（希伯來語：‎，羅馬化：Kfar Sava；阿拉伯语：‎）是以色列中央區的城市，距離特拉維夫15公里，始建於1903年，面積14.169平方公里，2009年人口83,600，人口密度每平方公里83,600人。

## 外部連結
- Official municipal website （希伯来文）
- Kfar Saba Museum（页面存档备份，存于） （希伯来文）
- Kfar Saba Portal （希伯来文）
- Green and Lean[永久]